# 6214-es mellékút (Magyarország)
A 6214-es számú mellékút egy mellékút Fejér vármegyében, a Mezőföld északi részén, Seregélyes és Szabadbattyán között. Eredeti hossza 17,164 kilométer, fenntartója a Magyar Közút Zrt. volt; egy szakasza mára önkormányzati, egy másik szakasz pedig erdészeti úttá vált. Azon mellékutak közé tartozik, amelyek felüljáróval keresztezik az M7-es autópálya nyomvonalát.
Az út eredeti nyomvonalának ma csak egy része közforgalom számára megnyitott burkolt út: az 5,6 kilométerszelvénytől (Belsőbáránd) a 8,1 kilométerszelvényig (a 63-as út csomópontja közelében), illetve a 10,5 kilométerszelvénytől (bodakajtori elágazás) a szabadbattyáni végpontjáig. Az első mintegy 1,6 kilométere a 62-es főút elkerülő szakaszának 2015-ös átadása után Seregélyes önkormányzati kezelésébe került. Az 1,6-5,6 kilométerszelvények között a 62-es út elkerülő szakaszával alkotott csomópont kivételével az út nyomvonalán burkolatlan, rossz minőségű földút található, a 8,1-10,5 kilométerszelvények közötti rész pedig a VADEX Zrt. kezelésében álló, közforgalom elől elzárt magánterület.

## Nyomvonala
Eredetileg Seregélyes központjában ágazott ki a 62-es főútnak a településen akkor még átvezető szakaszából, nyugat-délnyugati irányban; e kezdeti szakasz települési neve Nagy köz. A főút Seregélyest elkerülő szakaszának átadása óta a belterületi szakaszát önkormányzati úttá minősítették vissza, kilométer-számozása azóta az 1+630-es kilométerszelvényétől indul. Az elején még burkolt útként húzódik, de kevéssel az elágazás után már inkább földút jellege van. Harmadik kilométerét elhagyva lép át Aba területére, az ötödik kilométere táján elhalad a Belsőbárándi Tátorjános Természetvédelmi Terület déli széle mellett, keresztezi a Dinnyés–Kajtori-csatornát és 5,5 kilométer után eléri Aba Belsőbáránd településrészét.
Ott ismét burkolt útként húzódik tovább, Seregélyesi út néven majd az eredeti kiindulási pontjától számított 6,3 kilométer megtétele után, a település nyugati szélénél keresztezi a MÁV 45-ös számú Sárbogárd–Börgönd-vasútvonalát, annak Belsőbáránd megállóhelye mellett, majd erdős területre ér. 7,9 kilométer után eléri a 63-as főutat, amely itt a 83+600-as kilométerszelvénye táján jár, ugyanitt átlépi Tác határát is, de innen tovább a VADEX Mezőföldi Rt. Soponyai Erdészetének Bárándi Erdészkerülete közforgalom elől elzárt útjaként folytatódik tovább.
A 10+500-as kilométerszelvényétől válik ismét a közforgalom számára járható és burkolt úttá, ott, ahol beletorkollik délkelet felől egy ugyancsak forgalom elől elzárt, de burkolt út (ezen Aba Bodakajtor településrészére lehet eljutni). Innen az út nyugat-északnyugat felé folytatódik, 11,7 kilométer után keresztezi a 29-es számú Börgönd–Szabadbattyán–Tapolca-vasútvonalat és ugyanott belép Székesfehérvár közigazgatási területére. A megyeszékhelynek azonban csak lakatlan külterületeit érinti, azokat is csak egy aránylag rövid szakaszon, a városközpontot messze elkerüli.
14,2 kilométer után keresztezi a Budapest–Murakeresztúr-vasútvonalat és belép Szabadbattyán területére. 15,2 kilométer után felüljárón, csomópont nélkül keresztezi az M7-es autópályát, amely itt kevéssel a 68. kilométere előtt jár. 16,8 kilométer után beér Szabadbattyán házai közé, ahol a Máriatelep utca nevet veszi fel, utolsó szakaszán pedig Jókai utca lesz a neve. A 7-es főútba beletorkollva ér véget, nem sokkal annak 78+4000-es kilométerszelvénye előtt.
Teljes hossza, az országos közutak térképes nyilvántartását szolgáló kira.gov.hu adatbázisa szerint 17,164 kilométer.

## Települések az út mentén
- Seregélyes
- Aba-Belsőbáránd
- (Tác)
- (Székesfehérvár)
- Szabadbattyán

## Története
Fejér megye 2004-ben kiadott térképe két szakaszát földútként jelöli (nagyjából az 1,6-os kilométerszelvény és Belsőbáránd keleti széle között, illetve a 9-es és 10,5-es kilométerszelvények között), a 63-as út és Belsőbáránd közti szakaszát összekötő útként, az összes többi szakaszt egyéb útként jelöli.
A 62-es főút seregélyesi elkerülőjét 2015. augusztus elsején adták át a forgalomnak, a 6214-es út első mintegy 1,6 kilométeres szakaszát ezt követően sorolták vissza önkormányzati kezelésű útnak, a korábbi kilométer-számozás változatlanul hagyása mellett.